# Emergency Response Unit (FISCR)

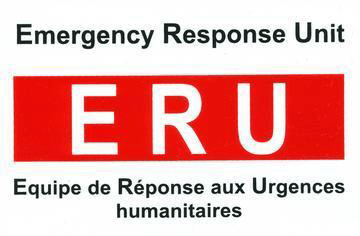
Logo ERU

Pour les articles homonymes, voir ERU et Emergency Response Unit.
Emergency Response Unit (Équipes de réponse aux urgences), abrégé en ERU, sont des équipes créées par la fédération internationale des Sociétés de la Croix-Rouge et du Croissant-Rouge.

## Principes

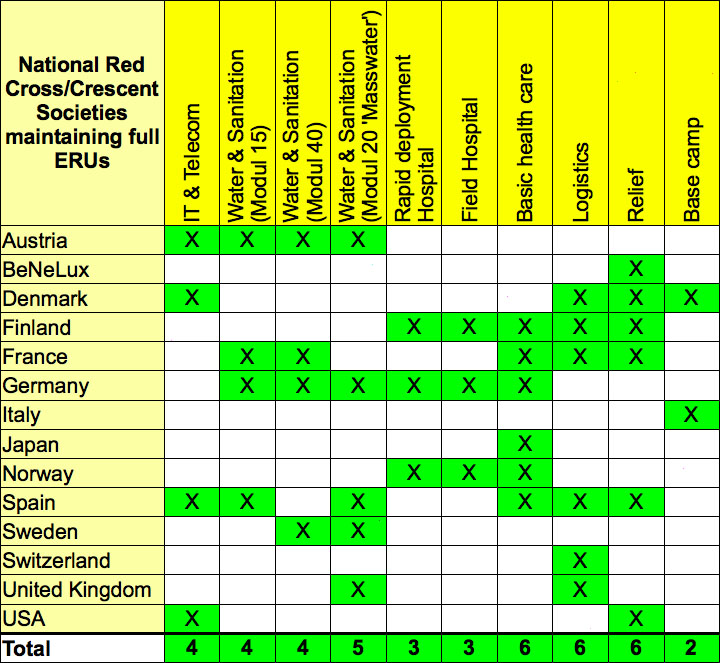
Vue des unités ERU pour 2010.

Les catastrophes touchent chaque année des millions d’individus, semant la désolation et la mort, et plus de 90 % des décès liés à ces phénomènes surviennent dans les pays en développement. Lorsqu’une catastrophe frappe, ce sont des années d’efforts de développement qui peuvent être réduites à néant en l’espace de quelques secondes. Souvent, les effets des catastrophes sont exacerbés par l’instabilité économique et politique, et des services publics déjà fragiles – santé, approvisionnement en eau et assainissement, notamment – se retrouvent plus affaiblis encore. 
Les désastres à répétition, comme les inondations au Mozambique, minent les efforts de relèvement des sinistrés, les privant en particulier de récoltes. Les crises deviennent aussi plus complexes, avec un impact qui tend à se prolonger.
Se préparer soigneusement en prévision de tels évènements est un bon moyen d’en limiter les conséquences – d’où l’idée de créer les unités d’intervention d’urgence (Emergency Response Units ou ERU), déployées pour la première fois en 1994.
Le principe des ERU est d'intervenir sur des zones atteintes, selon un mode opératoire identique à toutes les ERU des autres sociétés nationales. Elles interviennent en soutien à la société nationale hôte, elle-même dépassée par les évènements. Les ERU, outil de la fédération internationale des Sociétés de la Croix-Rouge et du Croissant-Rouge sont standardisées et interviennent en complète autonomie. Elles travaillent selon le code de conduite du mouvement international de la Croix-Rouge et du Croissant-Rouge.

## Historique
C’est à la fin des années 1980 et durant les années 1990 qu’a commencé à se manifester clairement la complexité croissante des situations d’urgence. Le terrible séisme de 1988 en Arménie, l’exode des Kurdes durant la guerre du Golfe et la crise des Grands Lacs, notamment, ont débouché sur des exigences d’une ampleur sans précédent vis-à-vis des organisations humanitaires. Dans la précipitation à y répondre, des erreurs ont été commises, comme l’expédition à Goma d’équipements hospitaliers que nul n’était formé à utiliser. C’est alors que la fédération a résolu de mettre en œuvre des interventions mieux ciblées et mieux coordonnées – et les ERU sont devenues partie intégrante de ce processus.
L’idée était de réduire les délais d’intervention en cas de catastrophe en constituant des équipes de spécialistes volontaires ayant suivi une formation spécifique et dotés d’équipements standard conditionnés et prêts à l’emploi. Les membres des équipes devaient aussi se connaître déjà les uns les autres.
Les ERU ont rapidement fait la preuve de leur utilité, en réduisant sensiblement les délais d’intervention et en permettant à la fédération de mieux coordonner les opérations mises sur pied par les sociétés nationales. Le séisme du Gujarat, en Inde en 2001, a fourni une bonne illustration des progrès accomplis : dans les 48 heures qui ont suivi la catastrophe, six ERU formées avec la participation de huit sociétés nationales étaient déjà à pied d’œuvre.
Les unités sont également conçues de manière à permettre à la fédération de mieux répondre aux besoins locaux à court terme et, dans certaines circonstances, de renforcer durablement les capacités locales. Ainsi, après le passage de l’ouragan Mitch au Honduras, les équipes de la Croix-Rouge suédoise et de la Croix-Rouge autrichienne qui étaient chargées de l’approvisionnement en eau et de l’assainissement sont restées sur place afin de former et de conseiller les ONG locales et des villageois pour la mise en œuvre de petits projets dans ce domaine.
Jean Ayoub, directeur de la division de la gestion des catastrophes et de la coordination des secours, après avoir vécu un déploiement après l’autre depuis 1994, observe que « le défi consiste maintenant à garder le rythme et à s’adapter au caractère changeant des catastrophes et des besoins. Il s’agit aussi d’associer un plus grand nombre de sociétés nationales aux opérations des ERU ».
Le système des ERU représente aujourd’hui un élément clé du dispositif de la fédération en matière d’intervention en cas de catastrophe. Les unités font partie du dispositif global de gestion des catastrophes de la fédération, lequel englobe les interventions d’urgence, la préparation et le relèvement. La fédération assume la responsabilité de la coordination, de la supervision technique et de l’évaluation des missions des ERU.
Ensemble, les sociétés nationales qui possèdent des ERU, le coordonnateur et les conseillers techniques de la fédération responsables des ERU ont mis au point des modes opératoires normalisés et des normes techniques pour les différents types d’unités. Des réunions de consultation du groupe de travail ERU ont lieu régulièrement pour continuer de perfectionner ces normes et les mécanismes d’intervention rapide.
Le système d’information pour la gestion des catastrophes (DMIS) mis au point par la fédération est aussi un outil précieux pour les sociétés de la Croix-Rouge et du Croissant-Rouge dans ce contexte puisqu’il peut être mis à contribution dans l’élaboration, la préparation et la mobilisation d’une unité et dans la mise à disposition des spécifications techniques correspondantes.

## Croix-Rouge française

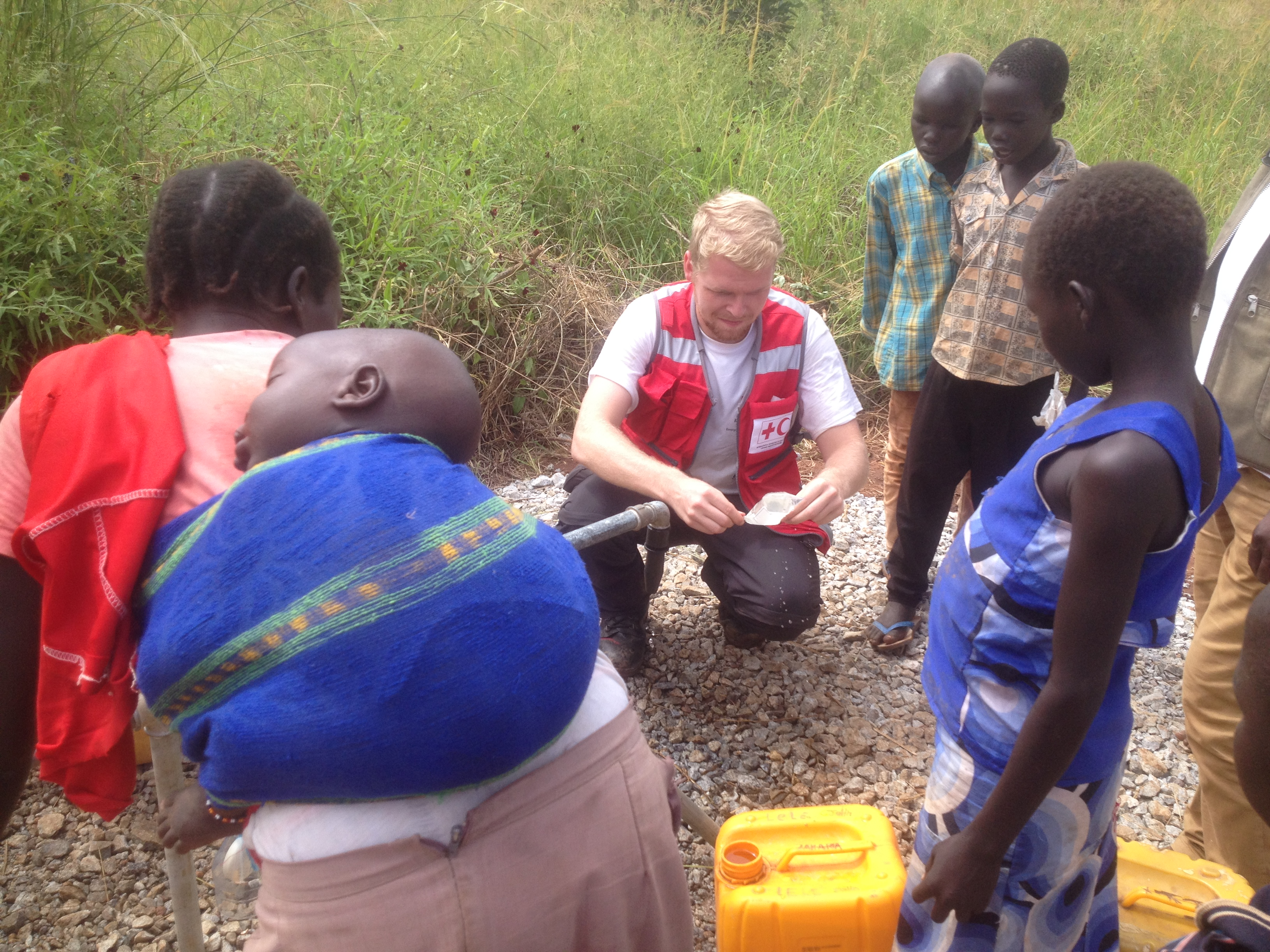

Actuellement, la Croix-Rouge française possède actuellement cinq ERU : 
- Une équipe médicale (Basic Health Care, BHC) chargé de la prise en charge de la santé communautaire ;
- Une équipe logistique pour relancer l'activité aéroportuaire d'une capitale par exemple ou faciliter le dédouanement et réapprovisionnement des équipes humanitaires sur le terrain ;
- Une équipe de traitement de l'eau et de l'assainissement (Water & Sanitation) permettant la distribution d'eau de masse afin de couvrir les besoins pour un maximum de 40 000 personnes par jour ;
- Une équipe relief (distribution de biens de premières nécessités) ;
- Une équipe télécommunications et informatiques pour faciliter le travail des humanitaires.

Ces équipes formées depuis cinq ans en France bénéficie d'une réactualisation des techniques régulièrement, d'exercice en grandeur nature.
Le déploiement d'une ERU se fait en 48 h, à l'issue d'une évaluation terrain menée par une équipe spécialisée dite FACT (Field Assessment Coordination Team) accompagné par la société nationale hôte. Elles travaillent souvent aux côtés du comité international de la Croix-Rouge, garant du droit international humanitaire.

## Les ERU

### Soins de santé de base
Ces unités assurent en urgence des soins curatifs, préventifs et communautaires essentiels. Dans la mesure du possible, elles aident, remettent en état ou consolident les services de santé existants. En matière de soins de santé primaires, elles peuvent répondre aux besoins de quelque 30 000 personnes. Chaque unité dispose par ailleurs de 20 lits pour les patients qui doivent être gardés en observation.

### Hôpitaux de recours
Ces unités, qui comprennent des divisions médicales et chirurgicales structurées en modules, peuvent assurer un éventail complet de services quand les structures médicales locales sont insuffisantes ou ont été détruites. Dotées de 120 à 150 lits, elles ont une capacité qui leur permet de desservir jusqu’à 250 000 personnes.

### Logistique

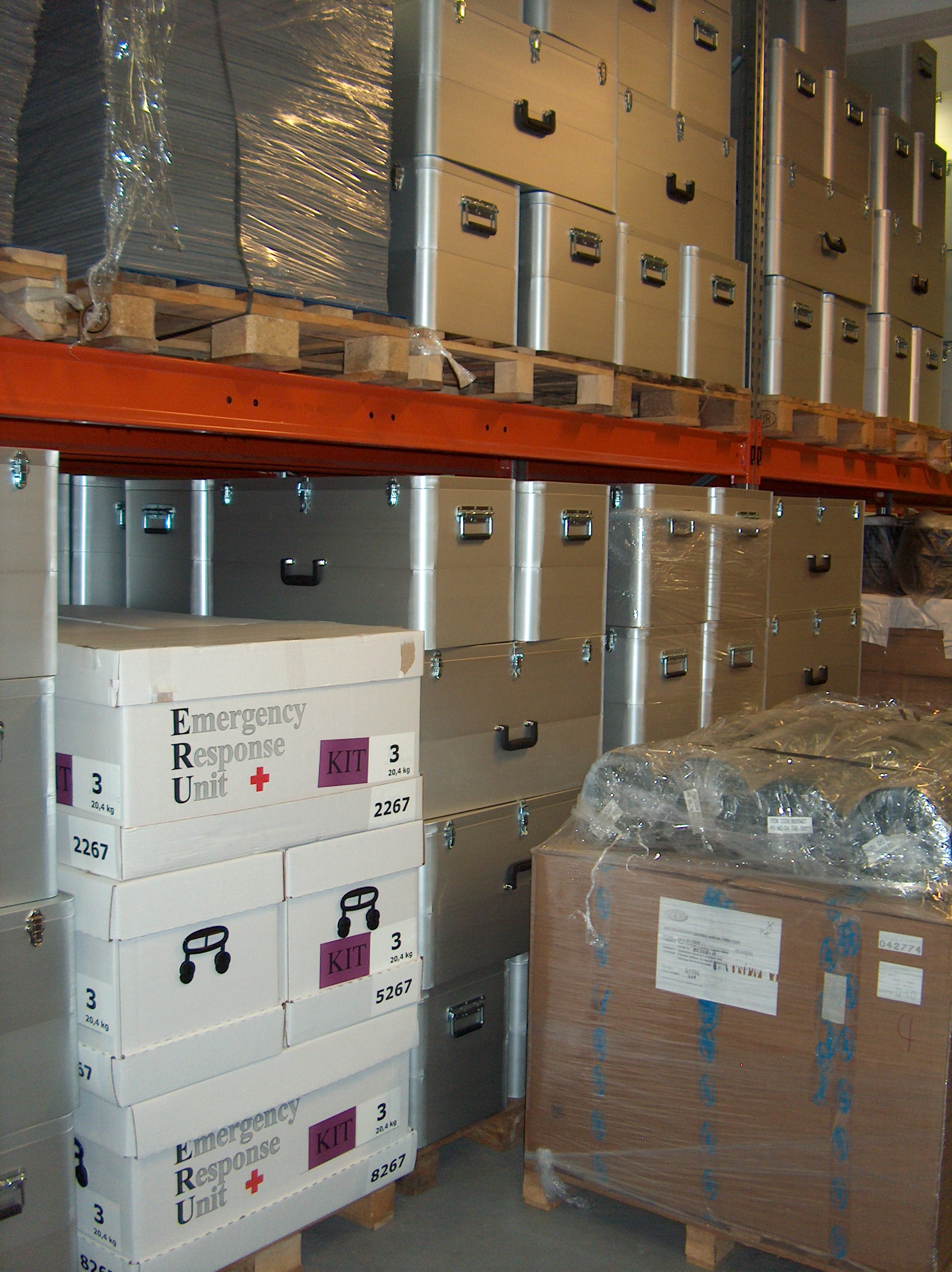
Centre logistique de la Croix-Rouge finlandaise à Tampere

Ces unités ont pour mission de gérer efficacement la réception, le dédouanement, le stockage et la distribution des secours. Elles peuvent aussi être appelées à préparer le terrain avant l’arrivée d’autres ERU.

- Relief

Ces unités ont pour tâche la solidarité, spécialisée dans la mise en place et la gestion de processus de distribution d’aide humanitaire à grande échelle.

### Eau

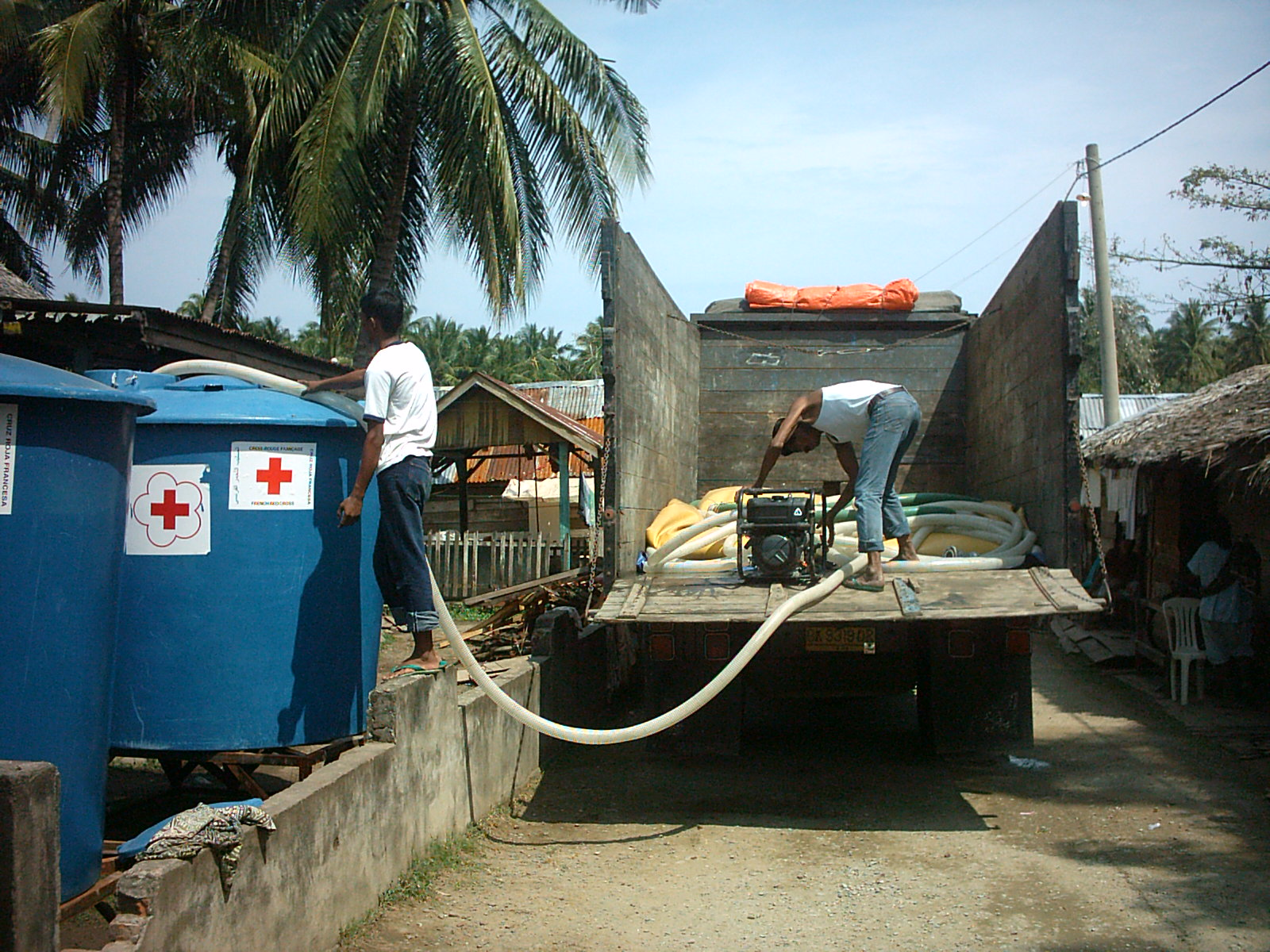
Distribution d'eau

Ces unités watsan comprennent quatre modules :
- Module de traitement et d’approvisionnement, qui traite jusqu’à 600 000 litres d’eau par jour et approvisionne en eau potable jusqu’à 40 000 personnes ;
- Module de distribution et de transport, qui stocke et distribue jusqu’à 75 000 litres d’eau potable par jour à trois réseaux distincts de stockage et de distribution (ce module n’est pas équipé pour traiter l’eau brute) ;
- Module d’approvisionnement en eau purifiée et d’assainissement, qui traite et distribue de l’eau potable et fournit des services d’assainissement de base à des établissements de santé, ainsi qu’à une population pouvant atteindre 15 000 personnes ;
- Module d’assainissement à grande échelle, qui peut fournir des services d’assainissement de base à quelque 40 000 personnes.

### Télécommunications

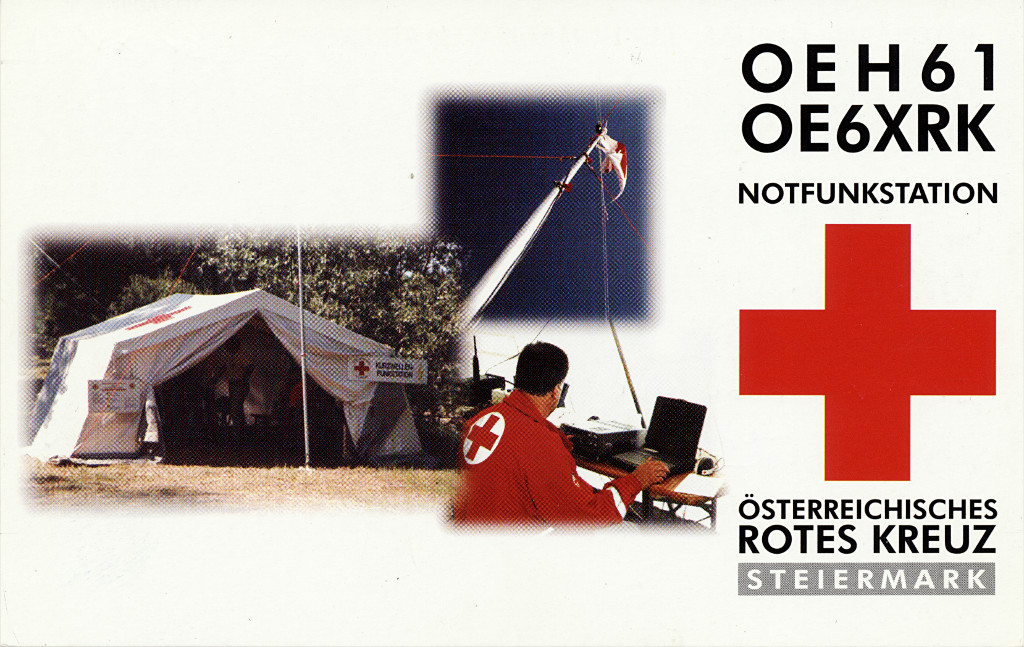
Station radio autrichienne OEH61.

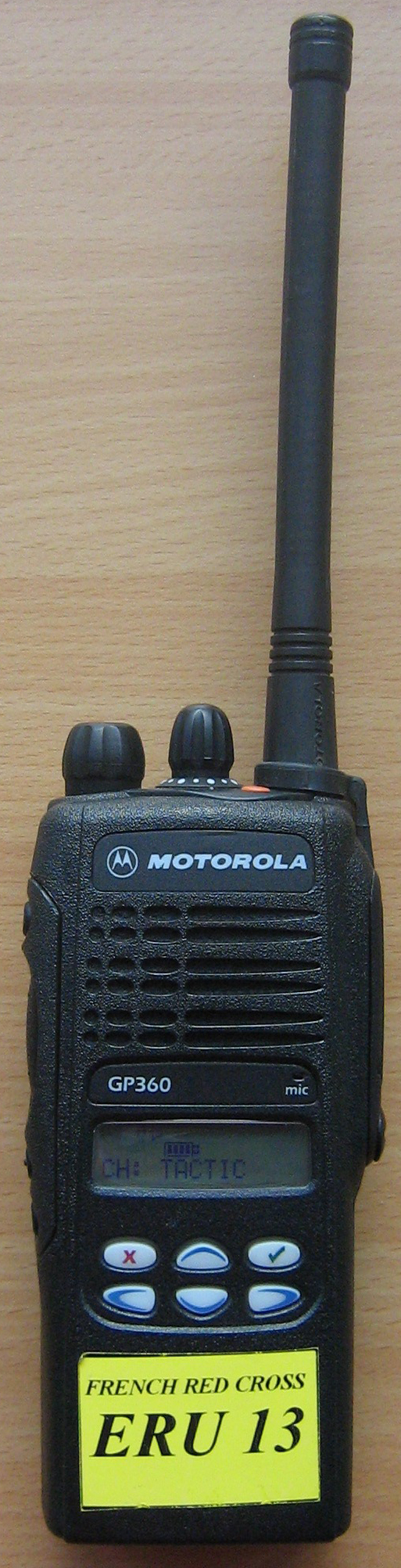
Émetteurs VHF.

Ces unités ont pour tâche de mettre en place un système de télécommunication reliant la zone touchée par la catastrophe, les divers bureaux sur le terrain, les délégations, les sociétés nationales et le secrétariat de la fédération internationale des Sociétés de la Croix-Rouge et du Croissant-Rouge à Genève,,,,.
Grâce à ces équipes, le secrétariat est en mesure de fournir des informations précises sur la situation, d’anticiper les besoins et de rendre compte de l’utilisation des contributions reçues .